# Cierniówka
Cierniówka, pokrzewka cierniówka (Curruca communis) – gatunek małego ptaka wędrownego z rodziny pokrzewek (Sylviidae).

## Systematyka
Systematyka sporna, w zależności od ujęcia systematycznego takson ten zaliczany jest do Curruca, Melizophilus lub Sylvia. Wyróżniono 4 podgatunki C. communis:
- cierniówka, cierniówka zwyczajna[4] (Curruca communis communis) – Europa do północnej Turcji i północna Afryka.
- Curruca communis volgensis – południowo-wschodnia część europejskiej części Rosji, zachodnia Syberia i północny Kazachstan.
- cierniówka wschodnia[4] (Curruca communis icterops) – środkowa Turcja do północnego Iranu i Turkmenistanu.
- Curruca communis rubicola – góry środkowej Azji.

## Występowanie
Zamieszkuje niemal całą Europę (poza północną częścią Półwyspu Skandynawskiego i północną Rosją), północne wybrzeże Afryki, kraje Lewantu, obszar od Azji Mniejszej po Azję Środkową i południowo-zachodnią Syberię. Przeloty w kwietniu–maju i sierpniu–wrześniu. Zimuje w Afryce Subsaharyjskiej, zatem pokonuje duże odległości, by tam dotrzeć.
W Polsce liczny ptak lęgowy. Według szacunków Monitoringu Pospolitych Ptaków Lęgowych, w latach 2013–2018 krajowa populacja cierniówki liczyła 2 300 000 – 2 668 000 par lęgowych. Spotykana na całym Niżu Polskim, zwłaszcza we wschodniej części, a w górach do 1400 m n.p.m. Liczne populacje notuje się na przedmieściach miast, np. w Warszawie oszacowano 2000 par lęgowych, a w Gliwicach ponad 400 (2010). Zwłaszcza w czasie przelotów może być zaobserwowana w każdym miejscu kraju. Ostatnie osobniki widziano na przełomie września i października, jednak nie wykazano prób zimowania cierniówki w Polsce.

## Charakterystyka

### Cechy gatunku
Cierniówka to mały ptak o wysmukłej sylwetce. Jest mniejsza i delikatniejsza od wróbla. Ubarwienie dość jasne – u obu płci wierzch ciała rudoszary, skrzydła wyraźnie rdzawe na obrzeżeniach (na lotkach drugorzędowych i pokrywach skrzydłowych). Ogon ciemnobrązowy, długi z białymi brzegami. Spód ciała białawy z szarym lub różowym nalotem na piersi. U samca głowa i kark wyraźnie szare, a podgardle czysto białe, szarobrązowy grzbiet; u samicy głowa brązowawa, a podgardle nie tak jasne jak u samca. Nogi mogą mieć barwę od żółtawego do brązowego. Samica i samiec są tej samej wielkości. Lot nie jest charakterystyczny.
Cierniówkę od podobnej piegży można odróżnić po rdzawym odcieniu skrzydeł i jasnych, płowożółtych nogach, a nie ciemnych, jak u piegży.

### Śpiew

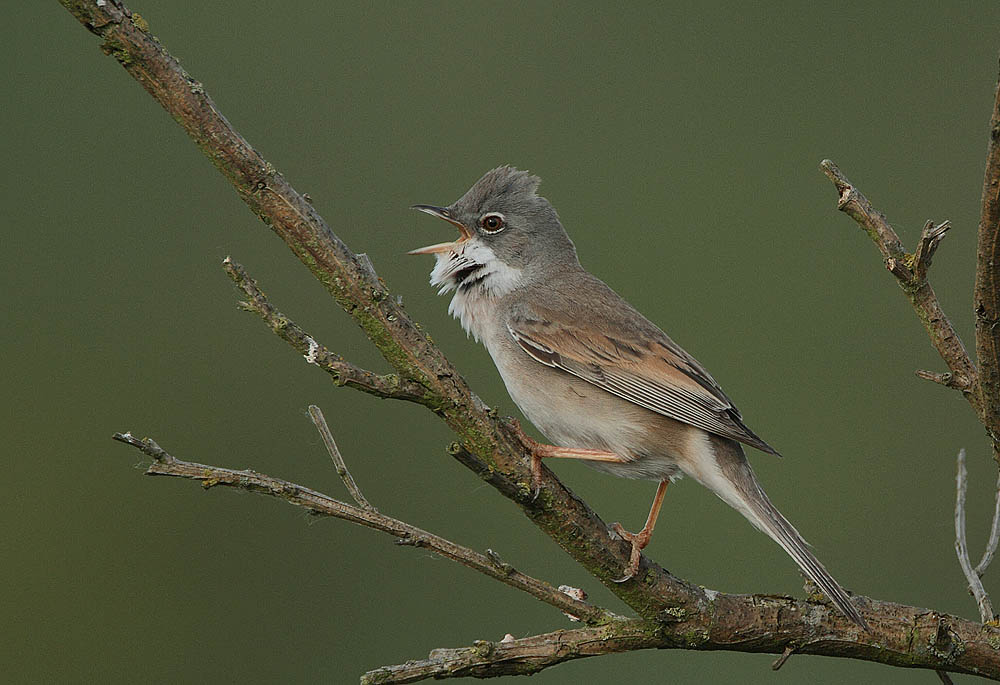
Śpiew jest ważny w rozpoznawaniu tego gatunku

Łatwo rozróżnia się piegżę i cierniówkę na podstawie śpiewu. Na melodię składa się szereg krótkich, szybko powtarzanych fraz, a finał wieńczy głośniejszy, wyższy ton. Samiec wykonuje ją z różnych miejsc, które są dogodne do obserwacji otoczenia. W czasie śpiewania może na chwilę wznosić się w powietrze z drzewa, po czym opadać z powrotem w zarośla.

### Wymiary średnie
długość ciałaok. 13–15 cm
masa ciałaok. 14–17 g
rozpiętość skrzydełok. 23 cm
Długość czaszki, w tym dzioba: 28–31 mm, długość dzioba: 12–14 mm.

## Biotop

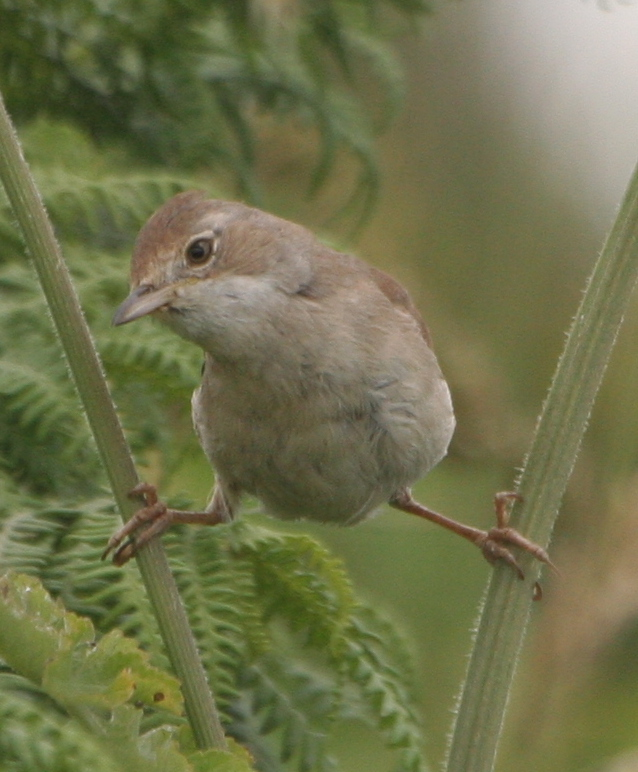
Cierniówki nie są tak wymagające w kwestii siedliska, jak inne pokrzewki

Wśród pokrzewek wykazuje najmniejsze wymagania co do siedlisk. Zamieszkuje śródpolne zarośla, nawet bardzo niskie gęste kępy krzewów lub bylin na nasłonecznionych stanowiskach. Sprawia to, że trudno zobaczyć tego ptaka. Jako jedyna z pokrzewek zasiedla tereny bezdrzewne w krajobrazie rolniczym i łąkowym. Często pojawia się na obrzeżach miast i terenach ruderalnych, skrajach lasów, zrębach, ogrodach, wrzosowiskach, sadach, parkach, kępach krzewów przy drogach i nad strumieniami, łąkach, miedzach, rowach i polach. Nie zamieszkuje zwartych zarośli i lasów. Widuje się ją też w piętrze kosodrzewiny.

## Okres lęgowy

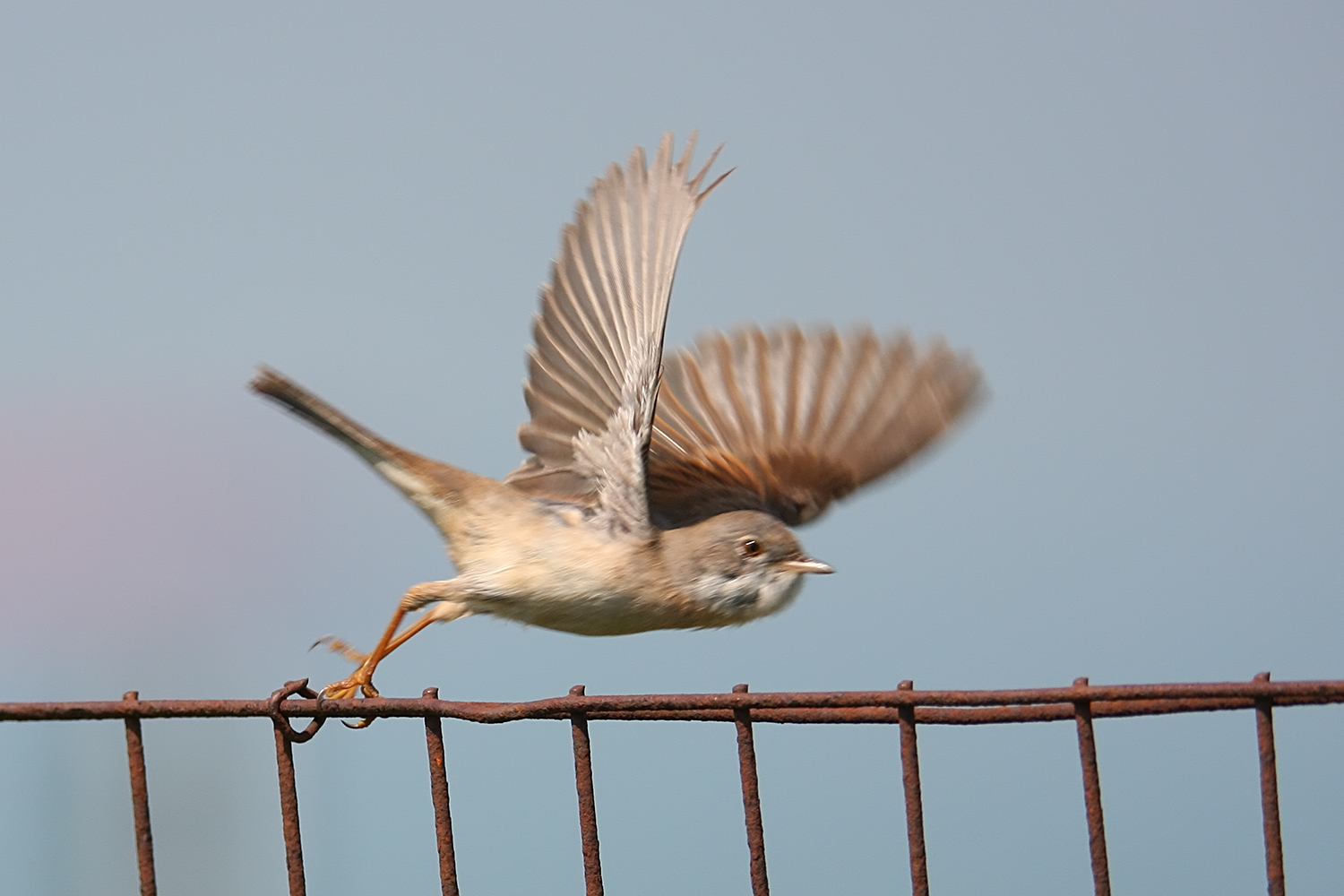
Samiec wykonuje charakterystyczne loty godowe

### Toki
Gatunek monogamiczny. Z zimowisk wraca w kwietniu i maju. Lęgi przypadają zatem na okres od maja do lipca. Cierniówki wyprowadzają je dwa razy w ciągu roku – pierwszy przeważnie w maju i czerwcu, a drugi od czerwca do lipca. Samce wykonują krótkie loty tokowe, podobnie nieco do wykonania świergotków. Śpiewając, wznosi się z wierzchołka krzaku. Leci po skosie ku górze, po czym pod podobnym kątem powoli zlatuje wolno w dół. Ląduje na eksponowanych wierzchołkach roślin.

### Gniazdo
Luźna konstrukcja z suchych źdźbeł trawy i liści, tuż nad ziemią, w środku gęstego krzewu. Często przerasta je roślinność zielna. Poza tym pokryte bywa kokonami owadów. Budują je oboje rodzice.

### Jaja
W ciągu roku wyprowadza jeden lub dwa lęgi, składając w maju lub czerwcu od 4 do 6 zielonkawych jaj z gęstym brązowym lub szarym nakrapianiem na skorupce.

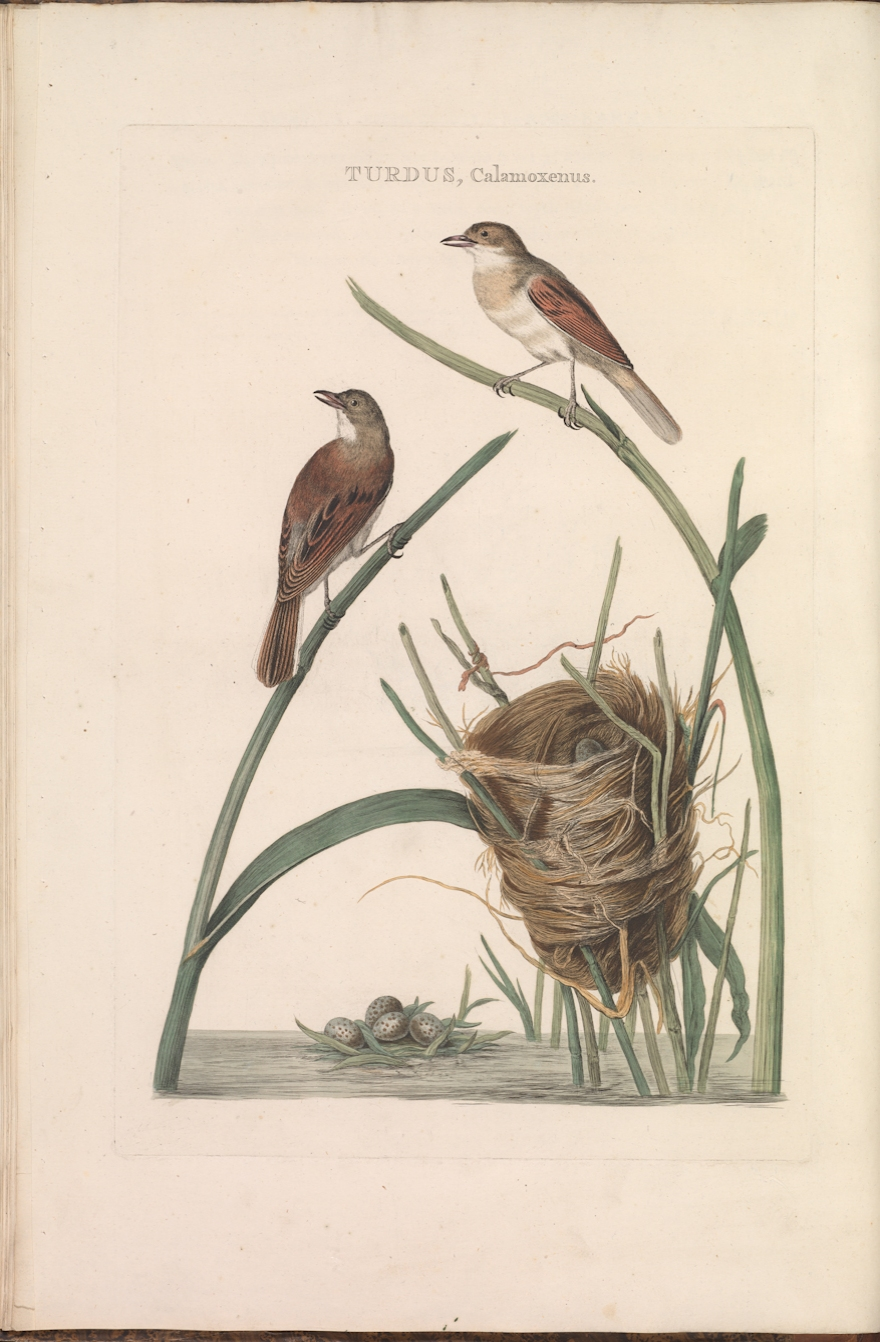
Curruca communis w Nederlandsche Vogelen (1789)

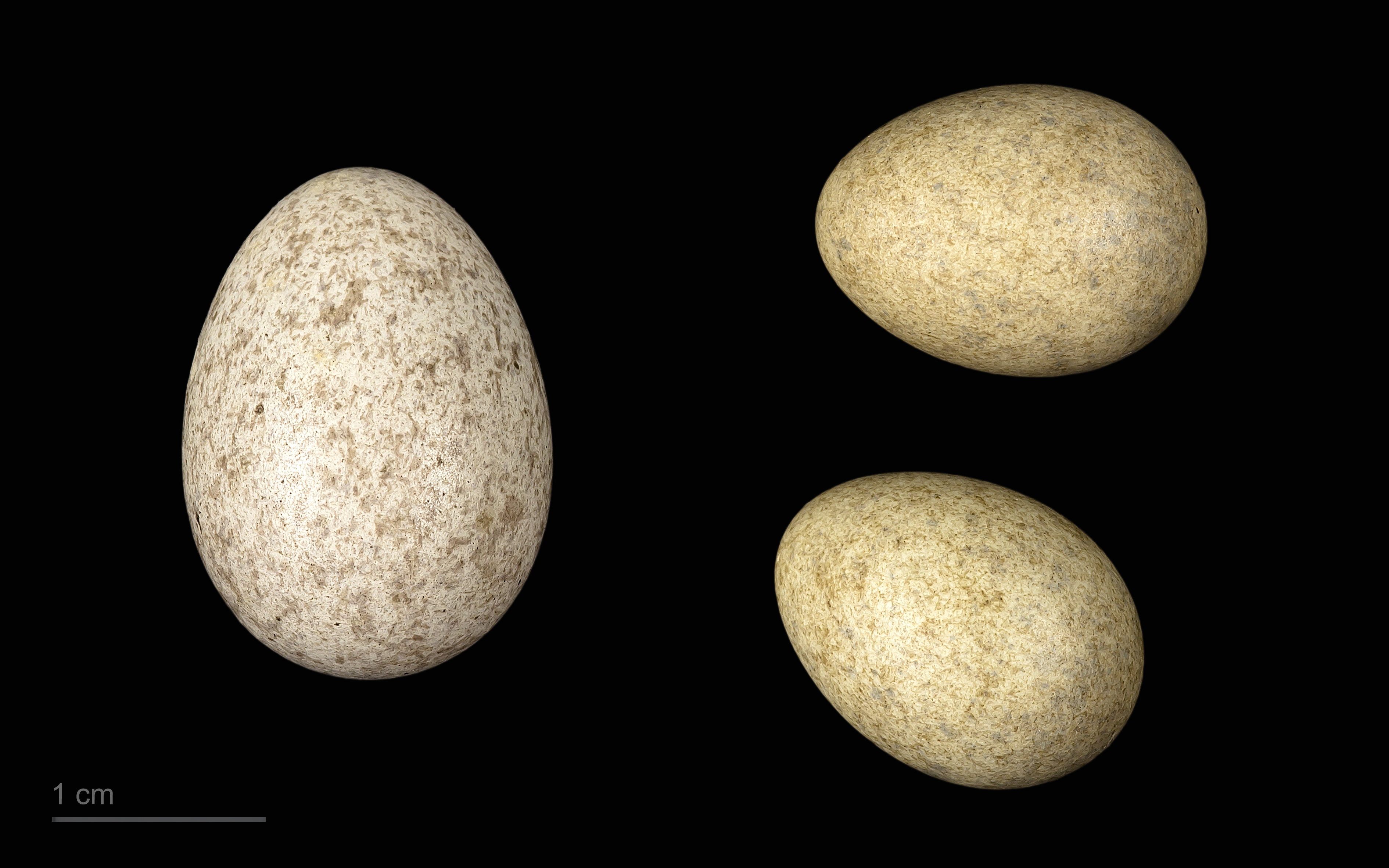
Cuculus canorus canorus + Sylvia communis

### Wysiadywanie i pisklęta
Jaja wysiadywane są od zniesienia pierwszego jaja przez okres około 12–13 dni przez obydwoje rodziców. Często zdarza się im wysiadywać pisklę kukułki. Pisklęta, gniazdowniki, opuszczają gniazdo po około 14 dniach. Karmione są przez matkę i ojca. Wnętrza ich paszcz są brudnoczerwone z żółtymi brzegami. Na języku widać dwie owalne, ciemnoszare plamy o niewyraźnych granicach.
Na zimowiska odlatują we wrześniu (niektóre nawet w sierpniu), kiedy to kierują się do okołorównikowych obszarów Afryki.

## Pożywienie
Owady i inne bezkręgowce, a późnym latem i jesienią w trakcie migracji również i owoce.

## Status i ochrona
IUCN uznaje cierniówkę za gatunek najmniejszej troski (LC, Least Concern) nieprzerwanie od 1988 roku. Liczebność światowej populacji, wstępnie obliczona w oparciu o szacunki organizacji BirdLife International dla Europy z 2015 roku, mieści się w przedziale 53–86 milionów dorosłych osobników. Trend liczebności populacji uznawany jest za wzrostowy.
Na terenie Polski cierniówka jest objęta ścisłą ochroną gatunkową. Na Czerwonej liście ptaków Polski została sklasyfikowana jako gatunek najmniejszej troski (LC).